# Sergiusz Rubczewski
Sergiusz Rubczewski (ur. 25 lutego 1927 w Cieremkach, zm. 9 lipca 2021) – polski działacz partyjny i urzędnik państwowy, wojewoda olsztyński (1973–1989).

## Życiorys
Po odbyciu służby wojskowej w latach 1948–1950 pełnił funkcje w aparacie PZPR na Podlasiu. Studiował w Wyższej Szkole Nauk Społecznych przy KC PZPR (magisterium w 1969) oraz na Wydziale Ekonomiki Produkcji Szkoły Głównej Planowania i Statystyki (magisterium w 1972). W 1972 mianowany przewodniczącym Prezydium Wojewódzkiej Rady Narodowej w Olsztynie (odpowiednik wojewody), a po reformie administracyjnej 1973 wojewodą olsztyńskim. W momencie złożenia dymisji w listopadzie 1989 na ręce premiera Tadeusza Mazowieckiego był osobą najdłużej sprawującą funkcję wojewody w Polsce. W latach 1986–1989 był członkiem Ogólnopolskiego Komitetu Grunwaldzkiego.
Odznaczony m.in. Krzyżem Kawalerskim Orderu Odrodzenia Polski, Krzyżem Komandorskim Orderu Odrodzenia Polski (1969), Złotym odznaczeniem Janka Krasickiego Srebrnym Krzyżem Zasługi (1955), Sztandarem Pracy II Klasy (1974), Medalem 30-lecia PRL (1974) oraz odznakami honorowymi Zasłużony dla Warmii i Mazur i Zasłużony Białostocczyźnie.
Został pochowany na cmentarzu komunalnym w Olsztynie.